# Hell or Hallelujah
Singles de Kiss
Never Enough
(2010)
Hell or Hallelujah est une chanson du groupe américain de hard rock Kiss et premier single issue de l'album Monster publié le 15 octobre dans le monde entier sauf en Amérique du Nord 1 jour plus tard. Le single fut publié le 2 juillet 2012 internationalement excepté en Amérique du Nord, publié un jour plus tard le 3 juillet 2012.
Kiss interpréta pour la première fois Hell or Hallelujah le 4 juillet au London Forum (en), le titre est joué après Detroit Rock City et avant Deuce. Le single se classa dans le top des charts en première position sur iTunes au Royaume-Uni, aux États-Unis, en Australie, en Finlande, en Norvège et en Suède.

## Composition du groupe
- Paul Stanley - guitare rythmique, chants
- Gene Simmons - basse, chœurs
- Eric Singer - batterie, chœurs
- Tommy Thayer - guitare solo, chœurs